# Belgium az 1972. évi nyári olimpiai játékokon
Belgium az NSZK-beli Münchenben megrendezett 1972. évi nyári olimpiai játékok egyik részt vevő nemzete volt. Az országot az olimpián 14 sportágban 88 sportoló képviselte, akik összesen 2 érmet szereztek.

## Érmesek
| Érem  | Versenyző       | Sportág  | Versenyszám    |
| ----- | --------------- | -------- | -------------- |
| Ezüst | Emiel Puttemans | Atlétika | Férfi 10 000 m |
| Ezüst | Karel Lismont   | Atlétika | Férfi maraton  |

## Atlétika
Férfi
| Versenyző             | Versenyszám    | Előfutam | Előfutam | Előfutam | Elődöntő | Elődöntő | Elődöntő | Döntő         | Döntő         |
| Versenyző             | Versenyszám    | Idő      | Hely.    | Össz.    | Idő      | Hely.    | Össz.    | Idő           | Helyezés      |
| --------------------- | -------------- | -------- | -------- | -------- | -------- | -------- | -------- | ------------- | ------------- |
| Herman Mignon         | 800 m          | 1:47,50  | 2.       | 9.       | 1:49,7   | 6.       | 20.      | kiesett       | kiesett       |
| Herman Mignon         | 1500 m         | 3:44,2   | 2.       | 32.*     | 3:41,7   | 2.       | 14.      | 3:39,05       | 6.            |
| André Dehertoghe      | 1500 m         | 3:44,6   | 5.       | 38.*     | kiesett  | kiesett  | kiesett  | kiesett       | kiesett       |
| Edgard Salvé          | 1500 m         | 3:42,1   | 6.       | 18.*     | kiesett  | kiesett  | kiesett  | kiesett       | kiesett       |
| René Goris            | 5000 m         | 13:57,8  | 6.       | 36.      |          |          |          | kiesett       | kiesett       |
| Willy Polleunis       | 5000 m         | 13:52,6  | 5.       | 30.      |          |          |          | kiesett       | kiesett       |
| Willy Polleunis       | 10 000 m       | 28:19,71 | 2.       | 13.      |          |          |          | 29:10,15      | 14.           |
| Emiel Puttemans       | 10 000 m       | 27:53,28 | 1.       | 1.       |          |          |          | 27:39,58      |               |
| Emiel Puttemans       | 5000 m         | 13:31,8  | 1.       | 1.       |          |          |          | 13:30,82      | 5.            |
| Paul Thijs            | 3000 m akadály | 8:35,0   | 7.       | 17.**    |          |          |          | kiesett       | kiesett       |
| Walter Van Renterghem | Maraton        |          |          |          |          |          |          | 2:29:58       | 46.           |
| Gaston Roelants       | Maraton        |          |          |          |          |          |          | nem ért célba | nem ért célba |
| Karel Lismont         | Maraton        |          |          |          |          |          |          | 2:14:31       |               |
| Karel Lismont         | 10 000 m       | 28:41,8  | 9.       | 25.      |          |          |          | kiesett       | kiesett       |

| Versenyző        | Versenyszám | 100 m | 100 m | Távolugrás | Távolugrás | Súlylökés | Súlylökés | Magasugrás | Magasugrás | 400 m | 400 m | 110 m gát | 110 m gát | Diszkoszvetés | Diszkoszvetés | Rúdugrás | Rúdugrás | Gerelyhajítás | Gerelyhajítás | 1500 m | 1500 m | Végeredmény | Végeredmény |
| Versenyző        | Versenyszám | Idő   | Pont  | Eredmény   | Pont       | Eredmény  | Pont      | Eredmény   | Pont       | Idő   | Pont  | Idő       | Pont      | Eredmény      | Pont          | Eredmény | Pont     | Eredmény      | Pont          | Idő    | Pont   | Pont        | Helyezés    |
| ---------------- | ----------- | ----- | ----- | ---------- | ---------- | --------- | --------- | ---------- | ---------- | ----- | ----- | --------- | --------- | ------------- | ------------- | -------- | -------- | ------------- | ------------- | ------ | ------ | ----------- | ----------- |
| Régis Ghesquière | Tízpróba    | 11,45 | 699   | 721 cm     | 863        | 14,32 m   | 747       | 189 cm     | 760        | 49,13 | 847   | 15,68     | 779       | 45,56 m       | 792           | 380 cm   | 754      | 60,88 m       | 772           | 4:19,4 | 664    | 7677        | 11.         |
| Freddy Herbrand  | Tízpróba    | 11,00 | 804   | 730 cm     | 881        | 13,91 m   | 722       | 204 cm     | 891        | 49,78 | 814   | 14,87     | 862       | 47,12 m       | 820           | 440 cm   | 909      | 50,42 m       | 639           | 4:27,7 | 605    | 7947        | 6.          |
| Roger Lespagnard | Tízpróba    | 11,27 | 740   | 701 cm     | 822        | 12,92 m   | 660       | 201 cm     | 865        | 49,51 | 829   | 15,84     | 764       | 37,86 m       | 643           | 460 cm   | 957      | 50,60 m       | 641           | 4:28,7 | 598    | 7519        | 14.         |

Női
| Versenyző        | Versenyszám | Előfutam | Előfutam | Előfutam | Elődöntő | Elődöntő | Elődöntő | Döntő   | Döntő    |
| Versenyző        | Versenyszám | Idő      | Hely.    | Össz.    | Idő      | Hely.    | Össz.    | Idő     | Helyezés |
| ---------------- | ----------- | -------- | -------- | -------- | -------- | -------- | -------- | ------- | -------- |
| Marleen Verheuen | 800 m       | 2:09,13  | 6.       | 32.      | kiesett  | kiesett  | kiesett  | kiesett | kiesett  |

| Versenyző     | Versenyszám   | Selejtező | Selejtező | Döntő    | Döntő    |
| Versenyző     | Versenyszám   | Eredmény  | Helyezés  | Eredmény | Helyezés |
| ------------- | ------------- | --------- | --------- | -------- | -------- |
| Maggy Wauters | Diszkoszvetés | 49,62 m   | 17.       | kiesett  | kiesett  |

* - egy másik versenyzővel azonos időt ért el

** - két másik versenyzővel azonos időt ért el

## Birkózás
Kötöttfogású
| Versenyző           | Versenyszám | 1. forduló                              | 2. forduló                       | 3. forduló                      | 4. forduló        | 5. forduló        | 6. forduló        | Döntő             | Helyezés    |
| Versenyző           | Versenyszám | Ellenfél Eredmény                       | Ellenfél Eredmény                | Ellenfél Eredmény               | Ellenfél Eredmény | Ellenfél Eredmény | Ellenfél Eredmény | Ellenfél Eredmény | Helyezés    |
| ------------------- | ----------- | --------------------------------------- | -------------------------------- | ------------------------------- | ----------------- | ----------------- | ----------------- | ----------------- | ----------- |
| Harry Van Landeghem | 62 kg       | Carlos Hurtado (PER) · kétvállas        | Fudzsimoto Hideo (JPN) · 3.5-0.5 | Georgi Markov (BUL) · kétvállas | kiesett           | kiesett           | kiesett           | kiesett           | helyezetlen |
| Constant Bens       | 74 kg       | Pétrosz Galaktópulosz (GRE) · kétvállas | Franz Berger (AUT) · kétvállas   | kiesett                         | kiesett           | kiesett           |                   | kiesett           | helyezetlen |

Szabadfogású
| Versenyző     | Versenyszám | 1. forduló                      | 2. forduló                          | 3. forduló        | 4. forduló        | 5. forduló        | 6. forduló        | Döntő             | Helyezés    |
| Versenyző     | Versenyszám | Ellenfél Eredmény               | Ellenfél Eredmény                   | Ellenfél Eredmény | Ellenfél Eredmény | Ellenfél Eredmény | Ellenfél Eredmény | Ellenfél Eredmény | Helyezés    |
| ------------- | ----------- | ------------------------------- | ----------------------------------- | ----------------- | ----------------- | ----------------- | ----------------- | ----------------- | ----------- |
| Constant Bens | 82 kg       | Peter Neumair (FRG) · kétvállas | Richard Barraclough (GBR) · 3.5-0.5 | kiesett           | kiesett           | kiesett           | kiesett           | kiesett           | helyezetlen |

## Cselgáncs
| Versenyző           | Versenyszám | Csoport | 1. forduló                  | 2. forduló                  | 3. forduló        | 4. forduló        | Vigaszág 1. forduló | Vigaszág 2. forduló | Vigaszág 3. forduló | Elődöntő          | Döntő             | Helyezés |
| Versenyző           | Versenyszám | Csoport | Ellenfél Eredmény           | Ellenfél Eredmény           | Ellenfél Eredmény | Ellenfél Eredmény | Ellenfél Eredmény   | Ellenfél Eredmény   | Ellenfél Eredmény   | Ellenfél Eredmény | Ellenfél Eredmény | Helyezés |
| ------------------- | ----------- | ------- | --------------------------- | --------------------------- | ----------------- | ----------------- | ------------------- | ------------------- | ------------------- | ----------------- | ----------------- | -------- |
| Gustaaf Lauwereins  | Könnyűsúly  | A       | Juan Chalas (DOM) · GY      | Karl-Heinz Werner (GDR) · V | kiesett           | kiesett           |                     |                     |                     |                   |                   | 13.      |
| Robert Van De Weyer | Váltósúly   | B       | Douglas Churchill (AUS) · V | kiesett                     | kiesett           | kiesett           |                     |                     |                     |                   |                   | 18.      |
| Leslie MacPhail     | Nehézsúly   | B       | erőnyerő                    | Klaus Hennig (GDR) · V      | kiesett           | kiesett           |                     |                     |                     |                   |                   | 11.      |
| Pierre Smets        | Nyílt       | B       | Klaus Glahn (FRG) · V       | kiesett                     | kiesett           | kiesett           |                     |                     |                     |                   |                   | 19.      |

## Evezés
| Versenyző                                                  | Versenyszám      | Előfutam | Előfutam | Vigaszág | Vigaszág | Elődöntő | Elődöntő | Döntő   | Döntő   | Döntő   | Helyezés    |
| Versenyző                                                  | Versenyszám      | Idő      | Hely.    | Idő      | Hely.    | Idő      | Hely.    | Típus   | Idő     | Hely.   | Helyezés    |
| ---------------------------------------------------------- | ---------------- | -------- | -------- | -------- | -------- | -------- | -------- | ------- | ------- | ------- | ----------- |
| Albert Heyche Claude Dehombreux                            | Kétpárevezős     | 7:16,69  | 3.       | 7:17,58  | 2.       | 7:55,00  | 5.       | B       | 7:10,03 | 3.      | 9.          |
| Paul De Weert Wilfried Van Herck Guy Defraigne (kormányos) | Kormányos kettes | 8:08,51  | 6.       | 8:16,26  | 4.       | kiesett  | kiesett  | kiesett | kiesett | kiesett | helyezetlen |

## Gyeplabda
| Belga férfi gyeplabdacsapat-játékoskeret | Belga férfi gyeplabdacsapat-játékoskeret |
| --- | --- |
| - Charly Bouvy - Jean-Marie Buisset - Philippe Collin - Michel De Saedeleer - Michel Deville - Daniel Dupont - Patrick Gillard - Jean-François Gilles - Marc Legros | - Guy Miserque - Jean-Claude Moraux - Raoul Ronsmans - Armand Solie - Eric Stoupel - Jean Toussaint - Carl-Eric Vanderborght - Jean-André Zembsch |

### Eredmények
Csoportkör
A csoport
| Csapat              | M | Gy | D | V | G+ | G– | Gk  | P  |
| ------------------- | - | -- | - | - | -- | -- | --- | -- |
| NSZK (FRG)          | 7 | 6  | 1 | 0 | 17 | 5  | +12 | 13 |
| Pakisztán (PAK)     | 7 | 5  | 1 | 1 | 17 | 6  | +11 | 11 |
| Malajzia (MAS)      | 7 | 4  | 1 | 2 | 9  | 7  | +2  | 9  |
| Spanyolország (ESP) | 7 | 2  | 4 | 1 | 9  | 8  | +1  | 8  |
| Belgium (BEL)       | 7 | 2  | 1 | 4 | 8  | 14 | –6  | 5  |
| Franciaország (FRA) | 7 | 2  | 0 | 5 | 6  | 13 | –7  | 4  |
| Argentína (ARG)     | 7 | 0  | 3 | 4 | 4  | 9  | –5  | 3  |
| Uganda (UGA)        | 7 | 0  | 3 | 4 | 6  | 14 | –8  | 3  |

| 1972. augusztus 27. | NSZK (FRG)           | 5 – 1   | Belgium (BEL) |  |
| 1972. augusztus 27. | Krause 3 Klaes Dröse | (3 – 1) | Miserque      |  |

| 1972. augusztus 28. | Belgium (BEL) | 1 – 1   | Argentína (ARG) |  |
| 1972. augusztus 28. | Vanderborght  | (1 – 1) | Quaquarini      |  |

| 1972. augusztus 29. | Belgium (BEL) | 1 – 0   | Franciaország (FRA) |  |
| 1972. augusztus 29. | Gilles        | (1 – 0) |                     |  |

| 1972. augusztus 31. | Spanyolország (ESP) | 1 – 0   | Belgium (BEL) |  |
| 1972. augusztus 31. | Juan Amat           | (0 – 0) |               |  |

| 1972. szeptember 1. | Belgium (BEL)         | 2 – 4   | Malajzia (MAS)                               |  |
| 1972. szeptember 1. | Miserque Vanderborght | (1 – 3) | Pathmarajah Shanmuganathan De Cruz Mahendran |  |

| 1972. szeptember 3. | Belgium (BEL)  | 2 – 0   | Uganda (UGA) |  |
| 1972. szeptember 3. | Gillard Gilles | (0 – 0) |              |  |

| 1972. szeptember 4. | Pakisztán (PAK) | 3 – 1   | Belgium (BEL) |  |
| 1972. szeptember 4. | Rashid 2 Zaman  | (1 – 1) | Gillard       |  |

A 9. helyért
| 1972. szeptember 8. | Belgium (BEL) | 1 – 2   | Új-Zéland (NZL)      |  |
| 1972. szeptember 8. | Collin        | (0 – 0) | J. Borren B. Maister |  |

| Csapat        | Helyezés |
| ------------- | -------- |
| Belgium (BEL) | 10.      |

## Íjászat
| Versenyző       | Versenyszám  | 1. forduló | 1. forduló | 2. forduló | 2. forduló | Összesítés | Összesítés |
| Versenyző       | Versenyszám  | Pont       | Hely.      | Pont       | Hely.      | Pont       | Helyezés   |
| --------------- | ------------ | ---------- | ---------- | ---------- | ---------- | ---------- | ---------- |
| André Baeyens   | Férfi egyéni | 1190       | 18.        | 1193       | 20.        | 2383       | 18.        |
| Robert Cogniaux | Férfi egyéni | 1205       | 7.         | 1240       | 5.         | 2445       | 4.         |
| Jos Daman       | Férfi egyéni | 1165       | 29.        | 1200       | 15.        | 2365       | 23.        |

## Kajak-kenu

### Síkvízi
Férfi
| Versenyző                                                    | Versenyszám         | Előfutam | Előfutam | Előfutam | Vigaszág | Vigaszág | Vigaszág | Elődöntő | Elődöntő | Elődöntő | Döntő   | Döntő    |
| Versenyző                                                    | Versenyszám         | Idő      | Hely.    | Össz.    | Idő      | Hely.    | Össz.    | Idő      | Hely.    | Össz.    | Idő     | Helyezés |
| ------------------------------------------------------------ | ------------------- | -------- | -------- | -------- | -------- | -------- | -------- | -------- | -------- | -------- | ------- | -------- |
| Jean-Pierre Burny                                            | Kajak egyes 1000 m  | 3:58,89  | 1.       | 1.       | erőnyerő | erőnyerő | erőnyerő | 3:52,06  | 2.       | 2.       | 3:50,29 | 4.       |
| Marc Moens Herman Naegels                                    | Kajak kettes 1000 m | 3:47,02  | 4.       | 9.       | 3:41,23  | 2.       | 5.       | 3:42,52  | 6.       | 17.      | kiesett | kiesett  |
| Jos Broeckx Roger t'Joncke Jean-Marie D'Haese Paul Stinckens | Kajak négyes 1000 m | 3:23,31  | 4.       | 9.       | 3:18,63  | 2.       | 5.       | 3:10,70  | 4.       | 7.       | kiesett | kiesett  |

### Szlalom
Női
| Versenyző     | Versenyszám | Döntő         | Döntő         | Döntő    | Döntő    | Döntő         | Helyezés |
| Versenyző     | Versenyszám | 1. futam      | 1. futam      | 2. futam | 2. futam | Jobb eredmény | Helyezés |
| Versenyző     | Versenyszám | Pont          | Hely.         | Pont     | Hely.    | Pont          | Helyezés |
| ------------- | ----------- | ------------- | ------------- | -------- | -------- | ------------- | -------- |
| Rosine Roland | Kajak egyes | nem ért célba | nem ért célba | 552,03   | 14.      | 552,03        | 17.      |

## Kerékpározás

### Országúti kerékpározás
| Versenyző                                                       | Versenyszám     | Idő             | Helyezés      |
| --------------------------------------------------------------- | --------------- | --------------- | ------------- |
| Lucien De Brauwere                                              | Mezőnyverseny   | 4:17:09 (+2:32) | 59.           |
| Gustaaf Hermans                                                 | Mezőnyverseny   | 4:17:09 (+2:32) | 45.           |
| Frank Van Looy                                                  | Mezőnyverseny   | nem ért célba   | nem ért célba |
| Freddy Maertens                                                 | Mezőnyverseny   | 4:15:13 (+0:36) | 13.           |
| Ludo Delcroix Gustaaf Hermans Gustaaf Van Cauter Louis Verreydt | Csapat időfutam | 2:12:36 (+1:19) | 4.            |

### Pálya-kerékpározás
Sprintverseny
| Versenyző     | Versenyszám  | 1. forduló                                            | 1. forduló | Vigaszág                                          | Vigaszág | 2. forduló                                       | 2. forduló | Vigaszág             | Vigaszág | Nyolcaddöntő                                        | Nyolcaddöntő | Vigaszág selejtező                               | Vigaszág selejtező | Vigaszág döntő       | Vigaszág döntő | Negyeddöntő          | Elődöntő             | Döntő                | Helyezés    |
| Versenyző     | Versenyszám  | Ellenfelek Győztes idő                                | Hely.      | Ellenfél Győztes idő                              | Hely.    | Ellenfelek Győztes idő                           | Hely.      | Ellenfél Győztes idő | Hely.    | Ellenfelek Győztes idő                              | Hely.        | Ellenfelek Győztes idő                           | Hely.              | Ellenfél Győztes idő | Hely.          | Ellenfél Győztes idő | Ellenfél Győztes idő | Ellenfél Győztes idő | Helyezés    |
| ------------- | ------------ | ----------------------------------------------------- | ---------- | ------------------------------------------------- | -------- | ------------------------------------------------ | ---------- | -------------------- | -------- | --------------------------------------------------- | ------------ | ------------------------------------------------ | ------------------ | -------------------- | -------------- | -------------------- | -------------------- | -------------------- | ----------- |
| Robert Maveau | Férfi egyéni | Víctor Limba (ARG) · Neville Hunte (GUY) · idő nélkül | 1.         |                                                   |          | Omar Phakadze (URS) · Edward McRae (CAN) · 11,98 | 1.         |                      |          | Massimo Marino (ITA) · Gérard Quintyn (FRA) · 11,40 | 2.           | Peter van Doorn (NED) · Ezio Cardi (ITA) · 11,59 | 2.                 | kiesett              | kiesett        | kiesett              | kiesett              | kiesett              | helyezetlen |
| Manu Snellinx | Férfi egyéni | Benedykt Kocot (POL) · Geoffrey Cooke (GBR) · 11,44   | 3.         | Neville Hunte (GUY) · Taworn Tarwan (THA) · 11,54 | kizárták | kiesett                                          | kiesett    | kiesett              | kiesett  | kiesett                                             | kiesett      | kiesett                                          | kiesett            | kiesett              | kiesett        | kiesett              | kiesett              | kiesett              | helyezetlen |

Időfutam
| Versenyző     | Versenyszám  | Idő     | Helyezés |
| ------------- | ------------ | ------- | -------- |
| Robert Maveau | Férfi egyéni | 1:08,94 | 14.      |

Tandem
| Versenyző                   | Versenyszám     | 1. forduló                                        | Vigaszág selejtező                                                                                              | Vigaszág selejtező | Vigaszág döntő                                                                                                | Vigaszág döntő | Negyeddöntő                                                  | Elődöntő             | Döntő                | Helyezés |
| Versenyző                   | Versenyszám     | Ellenfél Győztes idő                              | Ellenfelek Győztes idő                                                                                          | Hely.              | Ellenfelek Győztes idő                                                                                        | Hely.          | Ellenfél Győztes idő                                         | Ellenfél Győztes idő | Ellenfél Győztes idő | Helyezés |
| --------------------------- | --------------- | ------------------------------------------------- | --- | ------------------ | --- | -------------- | ------------------------------------------------------------ | -------------------- | -------------------- | -------- |
| Manu Snellinx Noël Soetaert | Férfi kétüléses | NSZK (FRG) · Jürgen Barth · Rainer Müller · 11,27 | Egyesült Államok (USA) · Jeffrey Spencer · Ralph Therrio · Kolumbia (COL) · Rafael Narváez · Jairo Díaz · 10,97 | 1.                 | Olaszország (ITA) · Giorgio Rossi · Dino Verzini · Nagy-Britannia (GBR) · Geoffrey Cooke · David Rowe · 11,94 | 1.             | NDK (GDR) · Hans-Jürgen Geschke · Werner Otto · 10,75, 10,80 | kiesett              | kiesett              | 5.       |

Üldözőversenyek
| Versenyző                                                           | Versenyszám  | Selejtező | Selejtező | Negyeddöntő  | Negyeddöntő | Negyeddöntő | Elődöntő     | Elődöntő  | Elődöntő | Döntő        | Döntő     | Helyezés |
| Versenyző                                                           | Versenyszám  | Idő       | Hely.     | Ellenfél Idő | Saját idő   | Hely.       | Ellenfél Idő | Saját idő | Hely.    | Ellenfél Idő | Saját idő | Helyezés |
| ------------------------------------------------------------------- | ------------ | --------- | --------- | ------------ | ----------- | ----------- | ------------ | --------- | -------- | ------------ | --------- | -------- |
| Wilfried Wesemael                                                   | Férfi egyéni | 5:04,67   | 18.       | kiesett      | kiesett     | kiesett     | kiesett      | kiesett   | kiesett  | kiesett      | kiesett   | 18.      |
| Leon Daelemans Roger De Beukelaer Alex Van Linden Wilfried Wesemael | Férfi csapat | 4:34,26   | 12.       | kiesett      | kiesett     | kiesett     | kiesett      | kiesett   | kiesett  | kiesett      | kiesett   | 12.      |

## Lovaglás
Díjugratás
| Versenyző                                               | Ló                                      | Versenyszám | 1. forduló | 1. forduló | 2. forduló | 2. forduló | Összesen | Összesen |
| Versenyző                                               | Ló                                      | Versenyszám | Pont       | Hely.      | Pont       | Hely.      | Pont     | Helyezés |
| ------------------------------------------------------- | --------------------------------------- | ----------- | ---------- | ---------- | ---------- | ---------- | -------- | -------- |
| Jean Damman                                             | Vasco da Gama                           | Egyéni      | 21,25      | 40.        | kiesett    | kiesett    | 21,25    | 40.      |
| François Mathy                                          | Talisman                                | Egyéni      | 16,00      | 31.        | kiesett    | kiesett    | 16,00    | 31.      |
| Eric Wauters                                            | Markies                                 | Egyéni      | 29,00      | 49.        | kiesett    | kiesett    | 29,00    | 49.      |
| Jean Damman François Mathy Françoise Thiry Eric Wauters | Vasco da Gama Talisman Hillparo Markies | Csapat      | 103,25     | 11.        | kiesett    | kiesett    | 103,25   | 11.      |

## Sportlövészet
Nyílt
| Versenyző       | Versenyszám           | Pont | Helyezés |
| --------------- | --------------------- | ---- | -------- |
| André Zoltan    | Szabadpisztoly        | 521  | 52.      |
| Robert Houman   | Sportpuska, fekvő     | 590  | 52.      |
| Frans Lafortune | Sportpuska, fekvő     | 595  | 14.      |
| Frans Lafortune | Sportpuska, összetett | 1107 | 47.      |
| Guy Rénard      | Trap                  | 189  | 16.      |
| Chris Binet     | Skeet                 | 180  | 48.      |
| Francis Cornet  | Skeet                 | 192  | 14.      |

## Súlyemelés
| Versenyző    | Versenyszám | Nyomás                   | Nyomás                   | Szakítás | Szakítás | Lökés    | Lökés    | Összesen | Helyezés |
| Versenyző    | Versenyszám | Eredmény                 | Helyezés                 | Eredmény | Helyezés | Eredmény | Helyezés | Összesen | Helyezés |
| ------------ | ----------- | ------------------------ | ------------------------ | -------- | -------- | -------- | -------- | -------- | -------- |
| Serge Reding | +110 kg     | érvényes kísérlet nélkül | érvényes kísérlet nélkül | kiesett  | kiesett  | kiesett  | kiesett  | kiesett  | kiesett  |

## Úszás
Férfi
| Versenyző        | Versenyszám    | Előfutam | Előfutam | Előfutam | Elődöntő | Elődöntő | Elődöntő | Döntő   | Döntő    |
| Versenyző        | Versenyszám    | Idő      | Hely.    | Össz.    | Idő      | Hely.    | Össz.    | Idő     | Helyezés |
| ---------------- | -------------- | -------- | -------- | -------- | -------- | -------- | -------- | ------- | -------- |
| François Deley   | 400 m gyors    | 4:24,73  | 8.       | 38.      |          |          |          | kiesett | kiesett  |
| François Deley   | 1500 m gyors   | 17:06,09 | 3.       | 19.      |          |          |          | kiesett | kiesett  |
| Rudi Vingerhoets | 100 m mell     | 1:12,59  | 8.       | 41.      | kiesett  | kiesett  | kiesett  | kiesett | kiesett  |
| Rudi Vingerhoets | 200 m mell     | 2:36,89  | 5.       | 33.      |          |          |          | kiesett | kiesett  |
| Jacques Leloup   | 100 m pillangó | 58,77    | 5.       | 18.      | kiesett  | kiesett  | kiesett  | kiesett | kiesett  |
| Jacques Leloup   | 200 m pillangó | 2:10,79  | 7.       | 20.      |          |          |          | kiesett | kiesett  |

Női
| Versenyző          | Versenyszám  | Előfutam | Előfutam | Előfutam | Elődöntő | Elődöntő | Elődöntő | Döntő   | Döntő    |
| Versenyző          | Versenyszám  | Idő      | Hely.    | Össz.    | Idő      | Hely.    | Össz.    | Idő     | Helyezés |
| ------------------ | ------------ | -------- | -------- | -------- | -------- | -------- | -------- | ------- | -------- |
| Béatrice Mottoulle | 100 m mell   | 1:20,79  | 7.       | 33.      | kiesett  | kiesett  | kiesett  | kiesett | kiesett  |
| Béatrice Mottoulle | 200 m mell   | 2:52,18  | 5.       | 27.      |          |          |          | kiesett | kiesett  |
| Béatrice Mottoulle | 400 m vegyes | 5:35,38  | 8.       | 36.      |          |          |          | kiesett | kiesett  |

## Vitorlázás
Nyílt
| Versenyző                                            | Versenyszám | Futam | Futam  | Futam | Futam | Futam | Futam  | Futam | Pontszám | Helyezés |
| Versenyző                                            | Versenyszám | 1     | 2      | 3     | 4     | 5     | 6      | 7     | Pontszám | Helyezés |
| ---------------------------------------------------- | ----------- | ----- | ------ | ----- | ----- | ----- | ------ | ----- | -------- | -------- |
| Jacques Rogge                                        | Finn dingi  | 5,7   | 30,0   | 22,0  | 18,0  | 17,0  | (41,0) | 25,0  | 117,7    | 14.      |
| Dirk De Bock Charles De Bondsridder Walter Haverhals | Soling      | 23,0  | (27,0) | 20,0  | 27,0  | 21,0  | 10,0   |       | 101,0    | 18.      |

## Vívás
Női
| Versenyző         | Versenyszám | Selejtező | Selejtező | Negyeddöntő | Negyeddöntő | Elődöntő | Elődöntő | Döntő             | Döntő   | Helyezés    |
| Versenyző         | Versenyszám | Ellenfél Eredmény | Hely.     | Ellenfél Eredmény | Hely.       | Ellenfél Eredmény | Hely.    | Ellenfél Eredmény | Hely.   | Helyezés    |
| ----------------- | ----------- | --- | --------- | --- | ----------- | --- | -------- | ----------------- | ------- | ----------- |
| Claudine le Comte | Tőr, egyéni | 3. csoport · Bóbis Ildikó (HUN) · 1-4 · Brigitte Gapais-Dumont (FRA) · 3-4 · Ana Derșidan-Ene-Pascu (ROU) · 4-1 · Hannelore Hradez (AUT) · 4-1 | 3.        | 4. csoport · Cathérine Rousselet-Ceretti (FRA) · 2-4 · Maria Consolata Collino (ITA) · 4-2 · Elżbieta Franke-Cymerman (POL) · 4-0 · Ruth White (USA) · 4-2 · Susan Green (GBR) · 4-2 | 2.          | 2. csoport · Bóbis Ildikó (HUN) · 3-4 · Galina Gorohova (URS) · 0-4 · Antonella Ragno-Lonzi (ITA) · 0-4 · Brigitte Gapais-Dumont (FRA) · 1-4 · Giulia Lorenzoni (ITA) · 4-0 | 6.       | kiesett           | kiesett | helyezetlen |